# گنداسار
گنداسار (ارمنی: Գնդասար) کوهی که در استان‌های گغارکونیک و وایوتس‌جور در کشور ارمنستان و واقع شده است و ۲۹۴۶ متر از سطح دریا ارتفاع دارد. گنداسار در رشته‌کوه گقام قرار دارد.